# Pan Rhodes
Pan Rhodes (ang. Mr. Rhodes, 1996–1997) – amerykański serial komediowy.
Jego światowa premiera odbyła się 23 września 1996 roku na kanale NBC. Po raz ostatni serial został wyemitowany w marcu 1997 roku. W Polsce serial nadawany był dawniej w telewizji TVN.

## Obsada
- Tom Rhodes jako Tom Rhodes
- Farrah Forke jako Nikki Harkin
- Stephen Tobolowsky jako Ray Heary
- Ron Glass jako Ronald Felcher
- Jessica Stone jako Amanda Reeves
- Shaun Weiss jako Jake Mandelleer
- Lindsay Sloane jako Zoey Miller
- Travis Wester jako Ethan Armstrong
- Alexandra Holden jako Dani Swanson
- Jason Dohring jako Jaret

## Spis odcinków
| N/o            | Tytuł angielski           |
| -------------- | ------------------------- |
|                |                           |
| SERIA PIERWSZA |                           |
|                |                           |
| 01             | Pilot                     |
|                |                           |
| 02             | The Crush Show            |
|                |                           |
| 03             | Tom Moves In              |
|                |                           |
| 04             | Nikki Quits Therapy       |
|                |                           |
| 05             | Heary's Camera            |
|                |                           |
| 06             | The Halloween Show        |
|                |                           |
| 07             | Death, Lice and Videotape |
|                |                           |
| 08             | Looking for Mrs. Goodbar  |
|                |                           |
| 09             | Amanda's Fix-up Show      |
|                |                           |
| 10             | The Thanksgiving Show     |
|                |                           |
| 11             | The Christmas Show        |
|                |                           |
| 12             | The Sexism Show           |
|                |                           |
| 13             | The Courtroom Show        |
|                |                           |
| 14             | The Italian Show          |
|                |                           |
| 15             | The Welcome Back Show     |
|                |                           |
| 16             | Tom's Not Headmaster Show |
|                |                           |
| 17             | The Valentine Show        |
|                |                           |
| 18             | Feud For Thought          |
|                |                           |
| 19             | The Goat Show             |
|                |                           |